# 长岛三百周年半美元
长岛三百周年半美元（英語：Long Island Tercentenary half dollar）是美国铸币局1936年生产的50美分纪念币，旨在纪念欧洲移民定居长岛三百周年。硬币由墨丘利10美分硬币设计师阿道夫·亚历山大·温曼之子霍华德·肯尼斯·温曼设计，正面是荷兰移民和阿尔冈昆部落美洲原住民，背面是荷兰帆船。
负责组织庆祝活动的长岛三百周年委员会希望为周年庆典发行纪念币，授权法案在众议院顺利通过。但鉴于过去部分纪念币发行过程中存在的不良现象，参议院在通过法案前加入防止发行商滥权的保护条款。1936年4月13日，法案经富兰克林·德拉诺·罗斯福总统签字生效。
长岛的庆祝活动在五月举行，但半美元直至八月才面世。虽然姗姗来迟且几乎未经宣传，但全部十万枚公开发售后还是卖出过八成，剩下不到两万枚退回铸币局熔毁。考虑到如此大的发行量，这样的业绩可谓成功。如今这款纪念币视成色而定，价值在85至450美元不等。

## 背景和构想
1609年，亨利·哈德逊成为首位踏上今纽约州长岛地区的欧洲移民，这时岛上已有13个美洲原住民部落，此后位于牙买加湾的第一个欧洲移民定居点也是由荷兰人建立。1636年6月16日，两名荷兰殖民者同原住民签下地契，达成长岛历史上首笔土地交易。荷兰人用为其中一处定居点命名，这个名称之后演变成布鲁克林（Brooklyn，两词发音相同）。荷兰人为这座岛起名（“长岛”）。16世纪60年代英国人占领该岛后一度将其更名（“拿骚”），但这个名字始终没有流行。
1936年时，美国纪念币尚不经政府销售，而是国会授权某个机构独家拥有以面值从美国铸币局买下硬币，然后自行决定是否加价向公众转售的权力。以长岛半美元为例，获国会授权的组织是长岛三百周年委员会，由主席或书记员负责具体执行工作。建立委员会的目标是规划在长岛举行的周年庆典活动。

## 立法

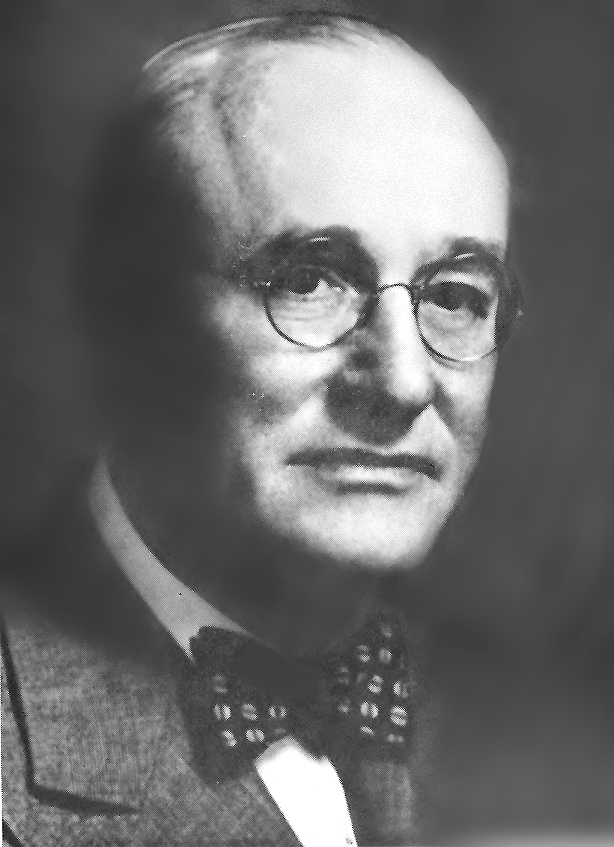
纽约州联邦众议员约翰·约瑟夫·德莱尼

经三百周年委员会推动，纽约州联邦众议员约翰·约瑟夫·德莱尼（John J. Delaney）于1936年2月20日向众议院递交法案，建议发行至少十万枚（未说明上限）半美元纪念币，法案随后转铸币和度量衡委员会审议。28日，纽约州议员安德鲁·萨默斯（Andrew Somers）回报众议院建议通过法案。萨默斯是铸币和度量衡委员会主席，他与德莱尼都是布鲁克林区的国会代表。3月6日，密苏里州议员约翰·约瑟夫·科克伦（John J. Cochran）接受萨默斯和德莱尼委托将法案呈交众议院，提议直接通过，议会接受动议，现场无人提出问题或异议。
法案抵达参议院后转银行和货币委员会审核。此前，科罗拉多州参议员阿尔瓦·布兰查德·亚当斯（Alva B. Adams）带领银行和货币委员会下属小组委员会调查过往部分纪念币发售商滥用发行和溢价权的问题，并在3月11日召开听证会。调查结果表明，部分发售商力争在多个铸币局生产纪念币，而不同铸币局出产的硬币上通常会有不同的铸币标记，这样同一款硬币就会有多个不同品种，为了集齐所有品种，收藏爱好者只能分别购买，对此以前的硬币授权法案没有限制。德克萨斯州硬币交易商、美国钱币协会官员莱曼·霍夫克（Lyman W. Hoffecker）在听证会上称，以最早于1926年铸造的俄勒冈小径纪念半美元为例，部分纪念币因出产年份和铸币标记不同导致品种繁多，有些品种完全被个别经销商买断，还有一些因产量低致使价格居高不下，为了集齐套装，收藏爱好者需要面对大量品种和虚高的价格，他们对此极为不满。
3月26日，亚当斯代表委员会回报参议院并附上修订条款，要求把纪念币最低和最高发行量分别定在五千和十万，同时只能同一年在一家铸币局生产，而且不论实际生产年份如何，硬币标识的都只能是授权年份1936。最后，亚当斯还建议今后的纪念币授权法案都加上同类规定。3月27日，参议院经审议通过包括长岛半美元在内的全部六项纪念币法案及修正案，没有议员提出问题或异议。
法案经过参议院修订，所以众议院需重新审核。3月30日，科克伦提议直接同意参议院的修订，纽约州议员贝特朗·霍利斯·斯内尔（Bertrand H. Snell）询问参议院修改法案的动机，科克伦称只是在语句中确保纪念币不会耗费联邦政府开支。众议院接下来通过修正条款和法案，没有议员反对。1936年4月13日，经富兰克林·德拉诺·罗斯福总统签字，授权发行十万枚长岛三百周年半美元的法案成为法律正式生效。法案中关于只在一家铸币局生产且只能刻有一种标识年份的规定在美国纪念币中尚属首次。

## 准备
三百周年委员会接受美国美术委员会建议，聘请雕塑家霍华德·肯尼斯·温曼设计纪念币。根据沃伦·盖玛利尔·哈定总统1921年签署的行政命令，美术委员会负责为包括硬币在内的各种公共美术品提供设计建议。温曼的父亲阿道夫·亚历山大·温曼（Adolph Alexander Weinman）也是雕塑家，以设计墨丘利10美分硬币和行走自由女神半美元闻名。1936年4月2日，老温曼致信美术委员会书记员汉斯·卡梅尔（Hans Caemmerer），就霍华德获聘一事询问纪念币设计审批的详细流程。卡梅尔于次日回信，称设计方案需在授权法案通过后第一时间送往费城铸币局。
4月19日，霍华德·温曼去信卡梅尔，称三百周年委员会聘用他的时间比较晚，现在还只绘有初步草图，询问需要以什么形式递交设计方案审批。卡梅尔在21日的回信中表示，递交美术委员会审核的设计最好是先制出石膏模型，再拍下照片寄给他和委员会委员、雕塑家李·劳列（Lee Lawrie）。至于递交铸币局的设计方案，卡梅尔建议霍华德直接询问父亲，毕竟阿道夫·温曼已多次同铸币局合作。5月，霍华德已完成设计，劳列整体上非常满意，只提出几点小建议。5月26日，美术委员会初步认可设计方案并提出修改建议，但霍华德没有全盘采纳，如将面额（“半美元”）移至背面的帆船下方等。
美术委员会初步认可设计方案后，阿道夫·温曼同铸币局局长内莉·泰洛·罗斯和助理局长玛丽·玛格丽特·奥赖利会晤，希望对部分调整或建议达成一致。例如为确保硬币更清晰，背面帆船下方的沉雕格言“IN GOD WE TRUST”（“我们信仰上帝”）就是由首席雕刻师约翰·雷·辛诺克（John R. Sinnock）直接刻上铸币金属主模。6月22日，霍华德在写给卡梅尔的信中表示，他正全力赶工，力求纪念币早日面世。美术委员会正式认可设计方案，霍华德制作的石膏模具由纽约奖章用品公司（Medallic Art Company）缩制成硬币大小的出币毂。

## 设计
硬币正面是荷兰移民和阿尔冈昆部落美洲原住民的双人头像。霍华德本人表示，他希望通过两人头像的和谐平衡来体现荷兰人和平定居长岛的历史。1937年，德克萨斯州钱币经销商麦克斯·梅尔称长岛半美元正面是“两位颇为强悍绅士的肖像，只是我到现在都没法确定他们都是谁，又都代表什么人”。还有部分评论着重关注头像上突出的鼻梁和灯笼状的下巴，觉得看上去就像两个马上要开打的拳击手。此外，正面还有当时法律规定硬币上必须包含的格言（“自由”）及（“合众为一”）。
半美元背面是向右航行的荷兰三桅船，同1935年哈德逊一百五十周年半美元背面的亨利·哈德逊旗舰“半月号”（Halve Maen）很像，只是更风格化。船下的波浪中包含格言（“我们信仰上帝”），下方是年份“1936”和主题（“长岛三百周年”），上方还有国名（“美利坚合众国”）和面额（“半美元”）环绕。
大卫·布洛瓦（David Bullowa）1938年出版的纪念币主题著作中称，长岛三百周年半美元的设计因缺乏新意恶评如潮，因为之前多种类似主题的长岛纪念币同样刻有双人头像和船只。美术史学家科尼利厄斯·弗缪尔（Cornelius Vermeule）在1971年出版的美国钱币和奖章主题著作中表示，这款硬币正面的荷兰移民“看上去就像莎士比亚笔下的平民角色，印第安人则太显壮实，似乎能轻松胜任美国各地周日下午举办的职业美式足球赛”。在他看来，这都是些“试图把传统构想现代化的老把戏”。不过弗缪尔对背面颇有好感，觉得刻画船只的简单线条恰到好处，铭文淡入背景图案的处理方式也令人满意。

## 铸造和销售
1936年8日，费城铸币局共出产10万零53枚长岛三百周年半美元，其中53枚留待来年美国化验委员会的年度检测。阿道夫与霍华德至此成为历史上第二对设计过美国硬币的父子；第一对是威廉·巴伯（William Barber）和查尔斯·巴伯，两人都曾是美国铸币局首席雕刻师。硬币面世前就预售出约1.9万枚。经三百周年委员会主持，长岛的庆典活动在五月举行，到半美元面世时已过去好几个月。但据小阿利·斯拉伯（Arlie Slabaugh, Jr.）的纪念币主题著作记载，委员会通过当地银行销售这款硬币的业绩依然“好到出人意料”。半美元送抵位于布鲁克森区的国家城市银行后以一美元单价发售。《布鲁克林之鹰报》（Brooklyn Eagle）备有五万枚待售。此外，皇后区有2.5万枚销售，纳苏县1.5万枚，苏福克县一万枚，布鲁克林区的百货公司也有发售。虽然庆祝活动早已结束，同时也几乎没有采取任何宣传手段，但姗姗来迟的纪念币销售业绩依然良好，共卖出8万1826枚。
1936年8月，三百周年委员会将数枚纪念币作为礼物送给罗斯福总统。1937年初继续销售几个月后，剩余的1万8227枚像其他美国早期纪念币一样退回铸币局熔毁。与20世纪30年代其他多款纪念币不同，长岛半美元的销售过程没有引发争议，无论是钱币收藏爱好者还是长岛地区居民都能买到想要的数量，商家也没有通过不正当手段牟取暴利。

## 收藏
长岛三百周年半美元销售业绩良好，所以在美国早期纪念币中属较为普通的币种，只是留存至今的绝大多数成色不佳。硬币正面荷兰人脸颊和背面船帆这样凸出的位置往往磨损严重。硬币设计图案，特别是背面相对平整，所以容易相互磨擦，同时公众缺乏保护意识也导致纪念币成色欠佳。钱币经销商马蒂·鲁宾斯坦（Marty Rubenstein）就称，“长岛（半美元）大多成色不佳”。
1940年，成色达到未流通级的长岛半美元零售价1.25美元，此后保持上涨势头，1955年升至四美元，1985年达到140美元。根据理查德·约曼（Richard S. Yeoman）2018年豪华版的《美国钱币指南手册》（A Guide Book of United States Coins），如今这款纪念币视成色而定，价值在85至450美元范围。2015年，一枚成色根据谢尔顿硬币分级标准判定基本完美的样币以9988美元成交。2002年，长岛帕乔格（Patchogue）地区钱币经销商哈里·米勒（Harry Miller）在采访中表示：“我发现长岛的收藏爱好者即便不怎么收藏纪念币，也会想要一枚（长岛三百周年半美元）”。

## 脚注
1. 1 2  Slabaugh，第118頁.
2. ↑  landtrade.
3. ↑  Slabaugh，第3–5頁.
4. ↑  Flynn，第353頁.
5. ↑  committeegoal.
6. 1 2  Swiatek & Breen，第139頁.
7. ↑  legislationhistory.
8. ↑  housecommitteepass.
9. ↑  somersbio.
10. ↑  bothbio.
11. ↑  housepass.
12. ↑  Senate hearings，第title page, 1–2頁.
13. ↑  Senate hearings，第11–12頁.
14. ↑  Senate hearings，第18–23頁.
15. ↑  senateamendment.
16. ↑  senatepass.
17. ↑  houseagreed.
18. 1 2 3 4  Slabaugh，第117頁.
19. ↑  Flynn，第116頁.
20. ↑  Flynn，第293頁.
21. ↑  Taxay，第v–vi頁.
22. ↑  Taxay，第185頁.
23. ↑  Taxay，第185–86頁.
24. ↑  Flynn，第291–92頁.
25. ↑  Taxay，第187–88頁.
26. ↑  Taxay，第186–89頁.
27. 1 2 3 4 5  coinupdate.
28. ↑  Flynn，第291頁.
29. 1 2 3 4  Bowers，第370頁.
30. 1 2 3  nyt 2002.
31. 1 2 3  Swiatek，第345頁.
32. ↑  Bullowa，第138頁.
33. ↑  Vermeule，第195頁.
34. 1 2 3  early.
35. 1 2  nyt 1936.
36. ↑  Swiatek & Breen，第140頁.
37. ↑  Bowers，第373頁.
38. ↑  Bowers，第374頁.
39. ↑  Yeoman，第1084頁.